# Stråsjön (Lillhärdals socken, Härjedalen)
Stråsjön är en sjö i Härjedalens kommun i Härjedalen och ingår i Ljusnans huvudavrinningsområde. Sjön har en area på 0,505 kvadratkilometer och ligger 581,8 meter över havet. Sjön avvattnas av vattendraget Ol-Olsån (Gröningsån).

## Delavrinningsområde
Stråsjön ingår i det delavrinningsområde (686895-142232) som SMHI kallar för Inloppet i Östingssjön. Medelhöjden är 574 meter över havet och ytan är 21,02 kvadratkilometer. Det finns inga avrinningsområden uppströms utan avrinningsområdet är högsta punkten. Ol-Olsån (Gröningsån) som avvattnar avrinningsområdet har biflödesordning 2, vilket innebär att vattnet flödar genom totalt 2 vattendrag innan det når havet efter 256 kilometer. Avrinningsområdet består mestadels av skog (67 procent) och sankmarker (19 procent). Avrinningsområdet har 0,51 kvadratkilometer vattenytor vilket ger det en sjöprocent på 2,4 procent.